# RuPaul's Drag Race Global All Stars
RuPaul's Drag Race Global All Stars je  američka televizijska reality emisija koja je s prikazivanjem započela 16. kolovoza 2024. na usluzi Paramount+ u SAD-u te na WOW Presents Plus u ostatku svijeta.
Emisija prikazuje povratak prethodnih natjecatelja iz raznih sezona Drag Race serijala koji se kroz razne izazove natječu za titulu pobjednika. 

## Produkcija
Emisija je bila najavljena u prosincu 2022. godine. U srpnju 2024. je bilo najavljeno da prva sezona s prikazivanjem kreće 16. kolovoza. Emisiju, kao i izvornik, vodi RuPaul, a na sudačkom panelu mu se pridružuju Michelle Visage i Jamal Simis.

### Format
Natjecatelji emisije su razne drag kraljice koje se kao i u izvornoj emisiji susreću s raznim izazovima kako bi osvojili titulu pobjednika i novčanu nagradu. 

## Pregled emisije
| Sezona | Sezona | Epizode | Epizode | Originalno emitiranje | Originalno emitiranje | Broj natjecatelja | Pobjednica     | Pratilja                              |
| Sezona | Sezona | Epizode | Epizode | Premijera             | Finale                | Broj natjecatelja | Pobjednica     | Pratilja                              |
| ------ | ------ | ------- | ------- | --------------------- | --------------------- | ----------------- | -------------- | ------------------------------------- |
|        | 1.     | 12      | 12      | 16. kolovoza 2024.    | 25. listopada 2024.   | 12                | Alyssa Edwards | Kitty Scott-ClausKween KongNehellenia |

### Prva sezona (2024.)
Natjecatelji prve sezone bili su najavljeni 15. srpnja 2024. godine. Natječu se Alyssa Edwards iz američke emisije, Athena Likis iz Drag Race Belgique, Eva Le Queen iz Drag Race Philippines, Gala Varo iz Drag Race México, Kitty Scott-Claus iz RuPaul's Drag Race UK, Kween Kong iz RuPaul's Drag Race Down Under, Miranda Lebrão iz Drag Race Brasil, Nehellenia iz Drag Race Italia, Pythia iz Canada's Drag Race, Soa de Muse iz Drag Race France, Tessa Testicle iz Drag Race Germany i Vanity Vain iz Drag Race Sverige.
Pobjednicom sezone proglašena je Alyssa Edwards is SAD-a.
| Br. u seriji | Br. u sezoni | Naslov                                | Pobjeda                      | Eliminacija                             | Nadnevak prikazivanja |
| --- | ------------ | ------------------------------------- | ---------------------------- | --------------------------------------- | --------------------- |
| 1. | 1.           | "Global Talent Extravaganza: Part 1"  | Alyssa Edwards Kween Kong    | —                                       | 16. kolovoza 2024.    |
| U prvom dijelu premijere, šestero natjecateljica prezentira svoje talente u talent showu. - Gostujuća sutkinja: Adriana Lima - Glavni izazov: Nastupiti u talent showu - Tema na modnoj reviji: Garden of Eden - Natjecatelji na pobjedničkom lipsync dvoboju: Alyssa Edwards i Kween Kong - Pjesma na lipsync dvoboju: Rihanna – "Only Girl (In The World)" |              |                                       |                              |                                         |                       |
| 2. | 2.           | "Global Talent Extravaganza: Part 2"  | Vanity Vain                  | —                                       | 16. kolovoza 2024.    |
| U drugom dijelu premijere, preostalih šestero natjecateljica prezentira svoje talente u talent showu. - Gostujuća sutkinja: Danna Paola - Glavni izazov: Nastupiti u talent showu - Tema na modnoj reviji: Money Makes The World Go Round - Natjecatelji na pobjedničkom lipsync dvoboju: Eva Le Queen i Vanity Vain - Pjesma na lipsync dvoboju: Steve Aoki i Danna – "Paranoia" |              |                                       |                              |                                         |                       |
| 3. | 3.           | "International Queen Of Mystery Ball" | Pythia                       | Athena Likis                            | 23. kolovoza 2024.    |
| U ovotjednom izazovu, kraljice su trebale predstaviti tri modne kombinacije na modnoj pisti. RuPaul proglašava Pythiu pobjednicom izazova, a Athena Likis i Soa de Muse suočavaju se u lipsync dvoboju. Nakon dvoboja, Athena postaje prva eliminirana kraljica ove sezone. - Gostujući sudac: Matt Rogers - Glavni izazov: Prezentirati tri modne kombinacije na modnoj pisti - Teme na modnoj reviji: Boss Lady in Charge, She-vil Villain i International Queen of Mystery - Natjecatelji na lipsync dvoboju: Athena Likis i Soa de Muse - Pjesma na lipsync dvoboju: Olivia Rodrigo – "Bad Idea Right?" |              |                                       |                              |                                         |                       |
| 4. | 4.           | "Everybody Say Love Girl Groups"      | Kitty Scott-Claus            | Miranda Lebrão                          | 30. kolovoza 2024.    |
| 5. | 5.           | "Boobie: The Sequels"                 | Kween Kong                   | Eva Le Queen                            | 6. rujna 2024.        |
| 6. | 6.           | "It's 5 O'Clock Somewhere"            | Tessa Testicle               | Soa de Muse                             | 13. rujna 2024.       |
| 7. | 7.           | "Snatch Game of Love"                 | Kitty Scott-Claus            | Gala Varo                               | 20. rujna 2024.       |
| 8. | 8.           | "Mmm... A Rich International Roast"   | Kitty Scott-Claus Kween Kong | Pythia                                  | 27. rujna 2024.       |
| 9. | 9.           | "Re-United Nations Make-Overs"        | Nehellenia                   | Vanity Vain                             | 4. listopada 2024.    |
| 10. | 10.          | "There's No Place Like Home"          | Alyssa Edwards               | Tessa Testicle                          | 11. listopada 2024.   |
| 11. | 11.          | "Global Lip-Sync Lalaparuza"          | Soa de Muse                  | —                                       | 18. listopada 2024.   |
| 12. | 12.          | "Dance Like The World Is Watching"    | Alyssa Edwards               | Kitty Scott-Claus Kween Kong Nehellenia | 25. listopada 2024.   |